# Opsarius
Genre
Opsarius est un genre de poissons d'eau douce téléostéens de la famille des Cyprinidae (ordre des Cypriniformes). Ces espèces se rencontrent en Asie du Sud[réf. nécessaire].

## Liste des espèces
Selon World Register of Marine Species (23 septembre 2023) :
- Opsarius ardens (Knight, Rai, d'Souza & Vijaykrishnan, 2015)
- Opsarius arunachalensis (Nath, Dam & Kumar, 2010)
- Opsarius bakeri (Day, 1865)
- Opsarius barna (Hamilton, 1822)
- Opsarius barnoides (Vinciguerra, 1890)
- Opsarius bendelisis (Hamilton, 1807)
- Opsarius bernatziki (Koumans, 1937)
- Opsarius canarensis Jerdon, 1849
- Opsarius chatricensis (Selim & Vishwanath, 2002)
- Opsarius cocsa (Hamilton, 1822)
- Opsarius cyanochlorus (Plamoottil & Vineeth, 2020)
- Opsarius dimorphicus (Tilak & Husain, 1990)
- Opsarius dogarsinghi (Hora, 1921)
- Opsarius gatensis (Valenciennes, 1844)
- Opsarius howesi (Barman, 1986)
- Opsarius infrafasciatus (Fowler, 1934)
- Opsarius kanaensis Arunkumar & Moyon, 2017
- Opsarius koratensis (Smith, 1931)
- Opsarius lairokensis (Arunkumar & Tombi Singh, 2000)
- Opsarius maculatus McClelland, 1839
- Opsarius malabaricus Jerdon, 1849
- Opsarius nelsoni (Barman, 1988)
- Opsarius ngawa (Vishwanath & Manojkumar, 2002)
- Opsarius ornatus (Sauvage, 1883)
- Opsarius pectoralis (Husain, 2012)
- Opsarius profundus (Dishma & Vishwanath, 2012)
- Opsarius pulchellus (Smith, 1931)
- Opsarius putaoensis Qin, Maung & Chen, 2019
- Opsarius radiolatus (Günther, 1868)
- Opsarius sajikensis Moyon & Arunkumar, 2019
- Opsarius shacra (Hamilton, 1822)
- Opsarius signicaudus (Tejavej, 2012)
- Opsarius tileo (Hamilton, 1822)

## Systématique
Le nom valide complet (avec auteur) de ce taxon est Opsarius McClelland, 1838.
Opsarius a pour synonymes :
- Bendilisis Bleeker, 1860
- Opsarus
- Osparius
- Perilampus McClelland, 1838
- Schacra Günther, 1868
- Shacra Bleeker, 1860